# Pueraria candollei
Pueraria candollei är en ärtväxtart som beskrevs av George Bentham. Pueraria candollei ingår i släktet Pueraria och familjen ärtväxter.

## Underarter
Arten delas in i följande underarter:
- P. c. candollei
- P. c. eriocarpa
- P. c. mirifica